# Renzo Rossellini
Renzo Rossellini (ur. 2 lutego 1908 w Rzymie, zm. 13 maja 1982 w Monte Carlo) – włoski kompozytor.

## Życiorys
Młodszy brat reżysera Roberto Rosselliniego. Studiował w Rzymie u Giacomo Setacciolego i Giacinto Sallustio (kompozycja) oraz Bernardino Molinariego (dyrygentura). Od 1934 do 1935 roku był dyrektorem Liceo Musicale w Varese. W latach 1940–1942 był wicedyrektorem i wykładowcą kompozycji w konserwatorium w Pesaro. Od 1972 do 1976 roku był dyrektorem artystycznym teatru operowego w Monte Carlo. Członek Akademii Muzycznej św. Cecylii w Rzymie i Accademia Nazionale Luigi Cherubini we Florencji.
Opublikował prace Polemica musicale (Mediolan 1962), Pagine di un musicista (Bolonia 1964), Addio del passato (Mediolan 1968) i Lettere d’amore (Bolonia 1977).

## Twórczość
Był przedstawicielem nurtu neoromantycznego, występował przeciwko modernistycznym trendom w muzyce, odrzucając poszukiwania nowych środków wyrazowych i warsztatowych. W latach 40. i 50. napisał wiele ścieżek dźwiękowych do filmów neorealistycznych, stąd też jego muzyka niekiedy nazywana była „neorealistyczną”.

## Kompozycje
(na podstawie materiałów źródłowych)

### Utwory orkiestrowe
- Suite in 3 tempi (1931)
- Hoggar (1932)
- Ditirambe a Dioniso (1934)
- Canto di palude (1936)
- Stampe della vecchia Roma (1937)
- Canti della terra del nord (1943)
- Stormelli della Roma basa (1946)
- Canzoni della Roma alta (1948)
- Ut unum sint (1963)
- Ore trisiti e serene (1964)

### Utwory kameralne
- Trio fortepianowe (1935)
- Aria dell’Ottocento na skrzypce i fortepian (1941)

### Utwory wokalno-instrumentalne
- Roma cristiana na chór i orkiestrę (1940)
- oratorium La suora degli emigranti (1947)
- oratorium Santa Caterina da Siena (1947)
- Prière de St François na chór i orkiestrę (1974)

### Opery
- Alcassino e Nicoletta (1928–1930)
- La guerra (wyst. Rzym 1956)
- Il voritce (wyst. Neapol 1958)
- opera telewizyjna Le campane (wyk. RAI 1959, wyst. Kair 1960)
- Uno sguardo del ponte (wyst. Rzym 1961)
- L’Avventuriere (wyst. Monte Carlo 1968)
- La reine morte (wyst. Monte Carlo 1973)

### Balety
- La danze di Dassine (wyst. San Remo 1935)
- Poemetti pagani (wyst. Monte Carlo 1963)
- Il Ragazzo e la sua ombra (wyst. Wenecja 1966)

### Muzyka filmowa
- L’antenato, reż. Guido Brignone (1936)
- Il signor Max, reż. Mario Camerini (1937)
- La nave bianca, reż. Roberto Rossellini (1942)
- I bambini ci guardano, reż Vittorio De Sica (1943)
- Roma, città aperta, reż. Roberto Rossellini (1945)
- Paisà, reż. Roberto Rossellini (1946)
- I fratelli Karamazoff, reż. Giacomo Gentilomo (1947)
- Stromboli, reż. Roberto Rossellini (1950)
- Europa 51, reż. Roberto Rossellini (1952)
- Viaggio in Italia, reż. Roberto Rossellini (1954)
- l segno di Venere, reż. Dino Risi (1955)
- La ragazza del Palio, reż. Luigi Zampa (1957)
- Il generale Della Rovere, reż. Roberto Rossellini (1959)
- Le legioni di Cleopatra, reż. Vittorio Cottafavi (1960)
- Viva l’Italia!, reż. Roberto Rossellini (1960)
- Vanina Vanini, reż. Roberto Rossellini (1961)